# Монтанья-Орьенталь
Монтанья-Орьенталь (исп. Montaña Oriental) — историческая область и район (комарка) в Испании, находится в провинции Леон.

## Муниципалитеты
1. Асебедо
2. Бока-де-Уэргано
3. Боньяр
4. Бурон
5. Вальдепьелаго
6. Вальдерруэда
7. Вегакемада
8. Владелугерос
9. Кременес
10. Ла-Весилья
11. Ла-Эрсина
12. Марания
13. Осеха-де-Сахамбре
14. Падро-де-ла-Гуспения
15. Посада-де-Вальдеон
16. Приоро
17. Пуэбла-де-Лильо
18. Рейеро
19. Рианьо
20. Саберо
21. Систьерна

1. ↑  https://www.ine.es/dynt3/inebase/index.htm?padre=525